# Raskens trall
Raskens trall och andra fiolbitar från Småland och Östergötland är ett studioalbum av Pelle Björnlert, Bengt Löfberg och Håkan Andersson, utgivet 1981. Skivan är Björnlerts och Löfbergs andra tillsammans och deras första tillsammans med Andersson. Den har inte återutgivits och finns således endast på LP.

## Låtlista
1. "Schottis från Bäckebo efter Karl Knutsson"
2. "All världens vals"
3. "Raskens trall efter Sven Löfberg" (gånglåt)
4. "Polska efter Pelle Fors"
5. "Polkett från Tryserum efter Anders Fredrik Andersson"
6. "Polska från Ydre efter Spel-Jocke"
7. "Polska från Tryserum efter Anders Fredrik Andersson"
8. "Polska från Virestad efter Magnus Persson"
9. "Skänklåt till speleman från Vikbolandet efter Carl August Månsson"
10. "Den enradiga efter Knut Karlsson" (polkett från Bäckebo)
11. "Hambo från Bäckebo efter Knut Karlsson"
12. "Vals från Norrköpingstrakten efter Yngve Andersson"
13. "Polska från Verkebäck efter Anders Petter Duva"
14. "Polska från Högsby efter Jonas Stolt"
15. "Polska från Skatelöv efter Johan Dahl"
16. "Polska från Vetlanda efter Vilhelm Söderkvist"
17. "Karl XV:s vals från Torsås efter Vilhelm Andersson"
18. "Schottis från Torsås efter Axel Persson"
19. "Vals från Älghult efter Albert Johansson"

## Medverkande musiker
- Bengt Löfberg – fiol
- Pelle Björnlert – fiol
- Håkan Andersson – cittra